# همیلتون (ماساچوست)
همیلتون(به انگلیسی: Hamilton) شهرکی در شهرستان اسکس ایالت ماساچوست می‌باشد که در سال ۱۷۹۳ بنیان‌گذاری شده‌است. این شهرک در سرشماری سال ۲۰۱۰ میلادی، ۷٬۷۶۴ نفر جمعیت داشته‌است.